# 伊莉莎白·艾蕾諾爾 (不倫瑞克-沃爾芬比特爾)
伊莉莎白·艾蕾諾爾（德語：Elisabeth Eleonore von Braunschweig-Wolfenbüttel，1658年9月30日—1729年3月15日），薩克森-邁寧根公爵夫人，沃爾芬比特爾親王安東·烏爾里希的女兒。

## 家庭
1681年，伊莉莎白·艾蕾諾爾和薩克森-邁寧根公爵博恩哈德一世結婚，兩人共有1子2女：
1. 伊莉莎白·恩尼絲汀（1681年—1766年）
2. 威廉明妮·路易絲（1686年—1753年）
3. 安東·烏爾里希（1687年—1763年）